# Итатиая (город)
Итатиая (порт. Itatiaia) — муниципалитет в Бразилии, входит в штат Рио-де-Жанейро.
Является составной частью мезорегиона Юг штата Рио-де-Жанейро. Входит в экономико-статистический микрорегион Вали-ду-Параиба-Флуминенси.
Население составляет 34 595 человек на 2008 год. Занимает площадь 225,54 км². Плотность населения — 138,4 чел./км².

## Статистика
- Валовой внутренний продукт на 2003 год составляет 917 162 000 000 реалов (данные: Бразильский институт географии и статистики).
- Валовой внутренний продукт на душу населения на 2003 год составляет 30 402,00 реалов (данные: Бразильский институт географии и статистики).
- Индекс развития человеческого потенциала на 2000 год составляет 0,8 (данные: Программа развития ООН).

## История
Город основан 1 июня 1989 года.
С 2013 года в городе работает завод Hyundai Construction Equipment (дочерняя фирма Hyundai Heavy Industries), производящий строительную технику (экскаваторы, погрузчики).